# Franco Gatti
Francesco Gatti, detto Franco (Genova, 4 ottobre 1942 – Genova, 18 ottobre 2022), è stato un cantante, musicista e compositore italiano. Conosciuto per essere stato uno dei membri del gruppo musicale italiano Ricchi e Poveri fin dalla sua fondazione, era anche chiamato il "baffo" o il "basso"; quest'ultimo appellativo era dovuto al particolare timbro vocale grave che lo caratterizzava.

## Biografia

### Gli esordi: i Jets (1963–1967)
L'esordio nel mondo della canzone avviene nel 1963, quando Franco viene chiamato da Gianni Belleno, Angelo Sotgiu e Gianni Casciano; con i quali forma il primo complesso, i Jets, che incidono 4 singoli fino all'anno dopo, per l'etichetta ITV di Genova. Nel 1967 avviene lo scioglimento della band, dovuto alle defezioni di Sotgiu, Gatti e Belleno; quest'ultimo entra a far parte dei New Trolls, mentre i primi due formano i Ricchi e Poveri.

### Ricchi e Poveri
Nel 1967 Gatti forma i Ricchi e Poveri assieme a Marina Occhiena, Angela Brambati (detta "la brunetta") e Angelo Sotgiu, con i quali riesce a farsi conoscere dal grande pubblico. Insieme a loro interpreta diversi brani di successo, specie all'inizio della carriera, calcando varie volte il palco dell'Ariston, in occasione del Festival di Sanremo. Il debutto con il gruppo avviene al Cantagiro 1968 con L'ultimo amore, versione italiana di Everlasting Love. Due anni dopo, il quartetto è per la prima volta a Sanremo dove arriva secondo per due anni consecutivi, in quello stesso 1970 e nel 1971, con canzoni come La prima cosa bella e Che sarà. Quest'ultima rappresenta il più grande successo del gruppo come quartetto fino a quel momento.
Al XXVI Festival di Sanremo i Ricchi e Poveri partecipano – per la quinta (e ultima) volta in quattro – con Due storie dei musicanti, inclusa poi nell'album I musicanti (1976) con i rispettivi titoli I-o bao coccodè miao e Il mio canto. Nel 1977 esce il singolo Una donna cambiata, che non gode di alcuna promozione. Il gruppo decide poi di omaggiare la Liguria, in particolare la città di Genova, coverizzando canzoni come Ma se ghe penso e Canson da Cheullia (composte da Mario Cappello e Attilio Margutti). Nel 1978 rappresentano l'Italia all'Eurofestival – tenuto a Parigi in quell'anno – con Questo amore, inserita poi nell'omonimo album e uscita anche in Francia. Nel 1979 è la volta della canzone Mama, composta da Angelo Sotgiu, Marina Occhiena e lo stesso Gatti, che è la sigla finale del programma televisivo Jet Quiz. Nel 1980 esce l'album La stagione dell'amore, l'ultimo della formazione originaria a quattro, pubblicato anche nell'edizione spagnola con quattro brani in lingua, seguito, poco dopo, da una raccolta di successi in italiano, sempre per i paesi latini.
Nel 1981, alla vigilia del XXXI Festival di Sanremo, il gruppo si riduce in un trio (Marina lascia la formazione dopo una furiosa lite con Angela, dovuta al fatto che Marina aveva avuto, durante l'anno precedente, una relazione con il compagno della Brambati) e, nel 2016, in una coppia. Infatti, il 4 maggio 2016 è stato annunciato ufficialmente l'abbandono da parte di Franco Gatti, dopo 48 anni di attività insieme, per dedicarsi alla sua famiglia: «L'età avanza e non me la sento più di girare il mondo... Poi, da quando è mancato mio figlio Alessio è cambiato tutto». Angela Brambati e Angelo Sotgiu hanno compreso le motivazioni del "baffo" ma sono intenzionati a proseguire l'attività del gruppo: «Lo ringraziamo per la professionalità e l'amicizia dimostrata in quasi cinquant'anni di vita artistica insieme. Noi restiamo sul palco perché questa è la nostra vita», hanno dichiarato.
Il 26 gennaio 2020, Danilo Mancuso – manager del gruppo – riunisce Angela Brambati, Franco Gatti, Marina Occhiena e Angelo Sotgiu per una reunion (per i 50 anni di carriera), in formazione originale, del gruppo; il 5 febbraio partecipano, in qualità di ospiti, alla seconda serata del LXX Festival di Sanremo.

### Altre attività
Nel 1974 Franco ha preso parte alla registrazione del brano La foca, inciso con Vittorio De Scalzi dei New Trolls sul lato B del 45 giri Le Api dello stesso De Scalzi. Inoltre, il pezzo è stato incluso nel long playing L'Arca, un disco per bambini che comprendendeva canzoni composte da Toquinho, Paulo Soledade e Luis Bacalov interpretate da Vinícius de Moraes, autore dei testi, Sergio Endrigo, Marisa Sannia, Ricchi e Poveri, New Trolls e The Plagues.

### Morte
Franco Gatti morì a Genova il 18 ottobre 2022, all'età di 80 anni. Fu sepolto a Testana, assieme al figlio Alessio.

## Vita privata
Negli anni settanta, durante il progetto teatrale "Teatro Music Hall", organizzato da Pippo Baudo, Gatti ebbe una relazione con la ballerina e cantante Antonella Cocconcelli, gemella di Nadia, futura consorte del collega Angelo Sotgiu.
Nel 1986 si sposò con Stefania Picasso, con la quale rimase fino alla morte. Dal matrimonio nacquero Federica nel 1988 e Alessio nel 1990. Quest'ultimo scomparve prematuramente nel 2013 a soli ventidue anni.

## Partecipazioni a manifestazioni canore con i Ricchi e Poveri

### Festival di Sanremo
- 1970 – La prima cosa bella (2ª)
- 1971 – Che sarà (2ª)
- 1972 – Un diadema di ciliegie (11ª)
- 1973 – Dolce frutto (4ª)
- 1976 – Due storie dei musicanti (13ª)
- 1981 – Sarà perché ti amo (5ª)
- 1985 – Se m'innamoro (vincitrice)
- 1987 – Canzone d'amore (7ª)
- 1988 – Nascerà Gesù (9ª)
- 1989 – Chi voglio sei tu (8ª)
- 1990 – Buona giornata (17ª)
- 1992 – Così lontani (non finalista)
- 2020 – Il gruppo si riunisce per partecipare alla seconda serata del LXX Festival di Sanremo in qualità di ospiti.

## Discografia

### Con i Ricchi e Poveri

#### Album in studio
- 1970 – Ricchi e Poveri
- 1971 – Amici miei
- 1973 – Ricchi & Poveri
- 1974 – Penso sorrido e canto
- 1975 – RP2
- 1976 – I musicanti
- 1978 – Questo amore
- 1980 – La stagione dell'amore
- 1981 – E penso a te
- 1982 – Mamma Maria
- 1983 – Voulez vous danser
- 1985 – Dimmi quando
- 1987 – Pubblicità
- 1988 – Nascerà Gesù - Ricchi & Poveri '88
- 1990 – Buona giornata e...
- 1992 – Allegro italiano
- 1994 – I più grandi successi
- 1999 – Parla col cuore
- 2012 – Perdutamente amore
- 2021 – ReuniON

#### Album dal vivo
- 1973 – The Golden Orpheus Festival '73

#### Raccolte
- 1972 – Un diadema di successi
- 1978 – Ricchi & Poveri
- 1984 – Ieri e oggi
- 1987 – Canzoni d'amore
- 1994 – I grandi successi
- 2011 – Le canzoni. La nostra storia
- 2020 – Le origini - Discografia '64/'69

### Solista

#### 45 giri
- 1974 – Le api/La foca (singolo di Vittorio De Scalzi dei New Trolls, nel brano sul lato B prendono parte Gatti e il coro The Plagues)

### Annotazioni
1. ↑  Da non confondere con l'omonimo gruppo statunitense.
2. ↑  Con i Ricchi e Poveri.
3. ↑  1ª parte.
4. ↑  2ª parte.

### Fonti
1. ↑   È morto Franco Gatti, il "Baffo" dei Ricchi e Poveri. La band: "Se ne va un pezzo della nostra vita", su Rai News, 18 ottobre 2022. URL consultato l'8 settembre 2024.
2. ↑   Franco Gatti, morto il "baffo" dei Ricchi e Poveri: abbandonò il gruppo dopo la morte del figlio, in Il Mattino, 18 ottobre 2022. URL consultato l'8 settembre 2024.
3. ↑   Morto Franco Gatti, il "baffo" sei Ricchi e Poveri, in Leggo, 19 ottobre 2022. URL consultato l'8 settembre 2024.
4. 1 2  Canzoni abbinate a Nicola Di Bari (1970) e José Feliciano (1971).
5. 1 2  Con la collaborazione del coro "I Nostri Figli" di Nora Orlandi.
6. 1 2   "La morte di mio figlio e i Ricchi e Poveri": Franco Gatti vuota il sacco, tutta la verità sull'addio, in Libero Quotidiano, 10 maggio 2016. URL consultato il 12 maggio 2016 (archiviato dall'url originale l'11 maggio 2016).
7. 1 2   L'addio ai Ricchi e Poveri, Gatti: «Ora mi godo quello che ho», in Il Secolo XIX, 6 maggio 2016. URL consultato il 12 maggio 2016 (archiviato dall'url originale il 9 maggio 2016).
8. ↑   Ricchi e Poveri a La vita in diretta: la verità sull'addio di Franco Gatti, in LaNostraTV, 10 maggio 2016. URL consultato il 12 maggio 2016.
9. ↑   I Ricchi e Poveri "perdono" Franco Gatti, in ANSA, 4 maggio 2016. URL consultato il 4 maggio 2016.
10. ↑   Ricchi e Poveri: Franco Gatti esce dal gruppo - Le immagini cult, in Panorama, 4 maggio 2016. URL consultato il 4 maggio 2016.
11. ↑  L'Arca canzoni per bambini - Sergio Endrigo, Vinicius De Moraes, Marisa Sannia, Ricchi e Poveri, New Trolls, e The Plagues
12. ↑   Morto Franco Gatti dei Ricchi e Poveri, aveva 80 anni. La band: «Se ne va un pezzo della nostra vita»., in Il Messaggero, 18 ottobre 2022. URL consultato il 27 agosto 2024.
13. ↑  Pippo Baudo, Marina con Cristiano Minellono, Angela con Marcello Brocherel Archiviato il 21 ottobre 2013 in Internet Archive.
14. ↑  TV Sorrisi e Canzoni: Angelo s'è sposato - Franco ha detto si - dal sito ufficiale Archiviato il 26 aprile 2016 in Internet Archive.
15. 1 2  Ricchi e Poveri nel dramma: morto il figlio di Franco dal Corriere della Sera Archiviato il 12 dicembre 2014 in Internet Archive. Nell'articolo viene illustrata la famiglia di Franco Gatti.
16. ↑  RICCHI E POVERI biografia da corriere.it Archiviato il 1º marzo 2014 in Internet Archive. Nell'articolo si parla della carriera del gruppo, del nome affidatogli da Franco Califano e del successo che ha tuttora nei paesi dell'est europeo; inoltre viene citata la nascita della figlia di Franco Gatti.
17. ↑  Ricchi e Poveri nella tragedia Intervista ai Ricchi e Poveri con i figli e la consorte di Franco prima della morte del giovane Gatti.
18. ↑  Nel giorno della "consacrazione": Muore il figlio di Franco dei Ricchi e Poveri, salta l'esibizione sanremese da Libero[collegamento interrotto] Nell'articolo si scrive della morte del giovane e viene specificato che Franco Gatti è sposato e dal matrimonio sono nati due figli.